# Élections législatives danoises de 1968
Les élections législatives danoises de 1968 ont eu lieu le 23 janvier 1968.

## Contexte
À la suite des élections précédentes, le social-démocrate Jens Otto Krag est reconduit au poste de Premier ministre à la tête d'un gouvernement minoritaire ne rassemblant que des membres de son parti, avec le soutien parlementaire du Parti populaire socialiste. Ces élections se tiennent deux ans avant la fin du mandat des députés, du fait notamment des difficultés de coopération entre les deux partis.

## Système électoral
Les 179 députés du Folketing sont élus au suffrage universel direct pour un mandat de quatre ans via un système électoral mixte associant un scrutin proportionnel plurinominal dans le cadre de circonscriptions associé à une répartition par compensation.
Les 179 députés sont répartis comme suit, :
- 175 pour le Danemark propre ;
- 2 pour les Îles Féroé ;
- 2 pour le Groenland.

## Résultats

### Danemark métropolitain
| Inscrits                     | Inscrits                 | Inscrits                 | 3 208 068 |             |                       |                       |
| Abstentions                  | Abstentions              | Abstentions              | 343 263   | 10,7 %      |                       |                       |
| Votants                      | Votants                  | Votants                  | 2 864 805 | 89,3 %      |                       |                       |
|                              |                          |                          |           |             |                       |                       |
| Bulletins enregistrés        | Bulletins enregistrés    | Bulletins enregistrés    | 2 864 805 |             |                       |                       |
| Bulletins blancs ou nuls     | Bulletins blancs ou nuls | Bulletins blancs ou nuls | 10 158    | 0,35 %      |                       |                       |
| Suffrages exprimés           | Suffrages exprimés       | Suffrages exprimés       | 2 854 647 | 99,65 %     | 175 sièges à pourvoir | 175 sièges à pourvoir |
|                              |                          |                          |           |             |                       |                       |
| Liste                        | Tête de liste            |                          | Suffrages | Pourcentage | Sièges acquis         | Var.                  |
| Social-démocratie            | Jens Otto Krag           |                          | 974 833   | 34,15 %     | 62 / 175              | 7                     |
| Parti populaire conservateur | Poul Sørensen            |                          | 581 051   | 20,35 %     | 37 / 175              | 3                     |
| Venstre                      | Poul Hartling            |                          | 530 167   | 18,57 %     | 34 / 175              | 1                     |
| Parti social-libéral danois  | Hilmar Baunsgaard        |                          | 427 304   | 14,97 %     | 27 / 175              | 14                    |
| Parti populaire socialiste   | Aksel Larsen             |                          | 174 553   | 6,11 %      | 11 / 175              | 9                     |
| Socialistes de gauche        | Direction collégiale     |                          | 57 184    | 2 %         | 4 / 175               | n/a                   |
| Centre libéral               | Bent Noack               |                          | 37 407    | 1,31 %      | 0 / 175               | 4                     |
| Parti communiste du Danemark | Knud Jespersen           |                          | 29 706    | 1,04 %      | 0 / 175               | en stagnation         |
| Parti de la justice          | Direction collégiale     |                          | 21 124    | 0,74 %      | 0 / 175               | en stagnation         |
| Parti indépendant            | Néant                    |                          | 14 360    | 0,5 %       | 0 / 175               | 6                     |
| Parti du Schleswig           | Néant                    |                          | 6 831     | 0,24 %      | 0 / 175               | n/a                   |
| Indépendants                 | Néant                    |                          | 127       | 0 %         | 0 / 175               | en stagnation         |

### Féroé
| Inscrits                 | Inscrits                 | Inscrits                 | 22 230    |             |                     |                     |
| Abstentions              | Abstentions              | Abstentions              | 9 714     | 43,7 %      |                     |                     |
| Votants                  | Votants                  | Votants                  | 12 516    | 56,3 %      |                     |                     |
|                          |                          |                          |           |             |                     |                     |
| Bulletins enregistrés    | Bulletins enregistrés    | Bulletins enregistrés    | 12 516    |             |                     |                     |
| Bulletins blancs ou nuls | Bulletins blancs ou nuls | Bulletins blancs ou nuls | 40        | 0,32 %      |                     |                     |
| Suffrages exprimés       | Suffrages exprimés       | Suffrages exprimés       | 12 476    | 99,68 %     | 2 sièges à pourvoir | 2 sièges à pourvoir |
|                          |                          |                          |           |             |                     |                     |
| Liste                    | Tête de liste            |                          | Suffrages | Pourcentage | Sièges acquis       | Var.                |
| Parti du peuple          | Hákun Djurhuus           |                          | 4 294     | 34,42 %     | 1 / 2               | en stagnation       |
| Parti social-démocrate   | Johan Nielsen            |                          | 4 051     | 32,47 %     | 1 / 2               | en stagnation       |
| Parti de l'union         | Néant                    |                          | 3 242     | 25,99 %     | 0 / 2               | en stagnation       |
| Parti du progrès         | Néant                    |                          | 889       | 7,13 %      | 0 / 2               | n/a                 |

### Groenland
| Votants                  | Votants                  | Votants                  | 11 683    |             |                     |                     |
|                          |                          |                          |           |             |                     |                     |
| Bulletins enregistrés    | Bulletins enregistrés    | Bulletins enregistrés    | 11 683    |             |                     |                     |
| Bulletins blancs ou nuls | Bulletins blancs ou nuls | Bulletins blancs ou nuls | 519       | 4,44 %      |                     |                     |
| Suffrages exprimés       | Suffrages exprimés       | Suffrages exprimés       | 11 164    | 95,56 %     | 2 sièges à pourvoir | 2 sièges à pourvoir |
|                          |                          |                          |           |             |                     |                     |
| Liste                    | Tête de liste            |                          | Suffrages | Pourcentage | Sièges acquis       | Var.                |
| Indépendants             | Néant                    |                          | 11 164    | 100 %       | 2 / 2               | =                   |